# Plecia seminitens
Plecia seminitens är en tvåvingeart som beskrevs av Edwards 1938. Plecia seminitens ingår i släktet Plecia och familjen hårmyggor. Inga underarter finns listade i Catalogue of Life.